# Scheid (Kürten)
Scheid ist ein Wohnplatz in der Gemeinde Kürten im Rheinisch-Bergischen Kreis.

## Lage und Beschreibung
Der Ort liegt an der Kreisstraße 32 zwischen Durhaus und Eiserwarr.

## Geschichte
Scheid wurde erstmals im Jahr 1301 als van me Scheyde und 1352 als van dem Scheyt urkundlich erwähnt. Der Ortsname ist vom -scheid-Namenstypus (ohne vorangestelltem Personennamen).
Der Ort ist auf der Topographischen Aufnahme der Rheinlande von 1824 und auf der Preußischen Uraufnahme von 1840 als Scheid verzeichnet.
Ab der Preußischen Neuaufnahme von 1892 ist er auf Messtischblättern regelmäßig als Scheid verzeichnet.
Die Gemeinde- und Gutbezirksstatistik der Rheinprovinz führt Scheid 1871 mit sieben Wohnhäusern und 23 Einwohnern auf.
Im Gemeindelexikon für die Provinz Rheinland von 1888 werden sechs Wohnhäuser mit 25 Einwohnern angegeben.
1895 hatte der Ort vier Wohnhäuser und 20 Einwohner.
1905 besaß der Ort vier Wohnhäuser und 26 Einwohner und gehörte konfessionell zum katholischen Kirchspiel Kürten.
1927 wurden die Bürgermeisterei Kürten in das Amt Kürten überführt. In der Weimarer Republik wurden 1929 die Ämter Kürten mit den Gemeinden Kürten und Bechen und Olpe mit den Gemeinden Olpe und Wipperfeld zum Amt Kürten zusammengelegt. Der Kreis Wipperfürth ging am 1. Oktober 1932 in den Rheinisch-Bergischen Kreis mit Sitz in Bergisch Gladbach auf.
1975 entstand aufgrund des Köln-Gesetzes die heutige Gemeinde Kürten, zu der neben den Ämtern Kürten, Bechen und Olpe ein Teilgebiet der Stadt Bensberg mit Dürscheid und den umliegenden Gebieten kam.